# Robot de entrega

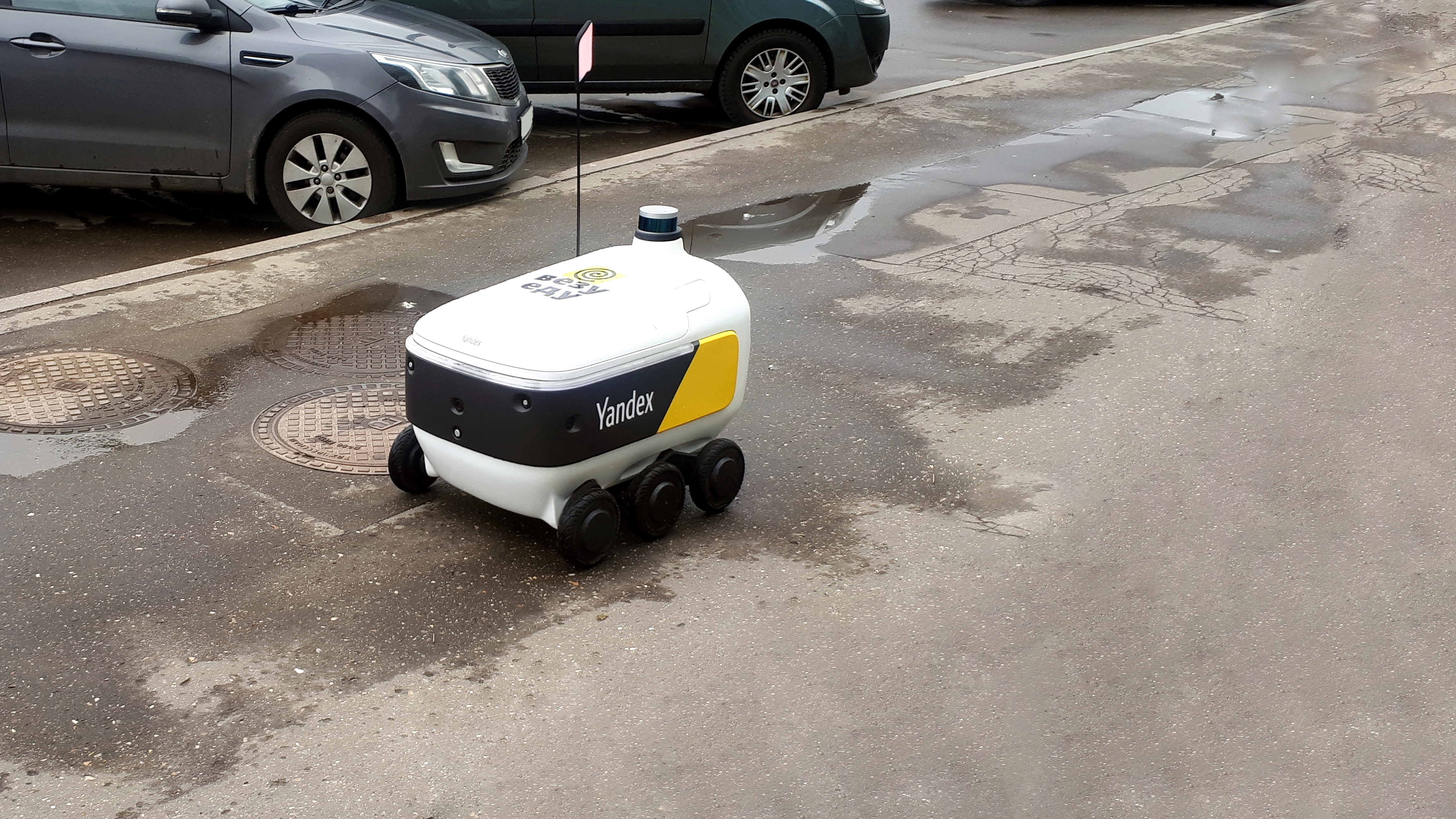
Robot de entrega en una acera.

Un robot de entrega o robot de reparto es un robot autónomo que proporciona servicios de entrega de "último kilómetro". Si el robot no puede resolver por sí mismo ciertas situaciones, como cuando está atascado ante un obstáculo, su control puede recaer en un operador que lo esté monitorizando de forma remota. Los robots de entrega se pueden usar en diferentes entornos, como la entrega de alimentos, la entrega de paquetes, la entrega en hospitales y el servicio de habitaciones .

## Aplicaciones

### Entrega de comida
Los despliegues de robots de entrega de alimentos se realizaron a pequeña escala antes de la pandemia de COVID-19. Previamente, en enero de 2019, hubo algunos despliegues en los campus universitarios de los Estados Unidos. La Universidad George Mason se convirtió en el primer campus universitario que incorporó entregas de alimentos a demanda a cargo de robots como parte de su plan de comidas con una flota de 25 robots de Starship Technologies. En paralelo a la evolución de la pandemia se produjo un aumento significativo de la demanda de entregas de alimentos. Como consecuencia, esto dio lugar a un aumento en la demanda de robots de entrega de alimentos en los campus universitarios. Starship y otras empresas como Kiwibot desplegaron cientos de estos robots en varios campus universitarios y en algunas calles de ciudades de los Estados Unidos y el Reino Unido. Al mismo tiempo, también las empresas de servicios de entrega de alimentos incluyeron robots de entrega a su plataforma. Por ejemplo, Grubhub se asoció con Yandex para proporcionar sus servicios en las universidades. El uso de robots de entrega de alimentos presenta limitaciones como la incapacidad de adaptarse a solicitudes de entrega especiales, el dejar la comida en la puerta y la incapacidad de moverse por terrenos complicados. Esto puede requerir la necesidad de operadores remotos para ayudar a los robots a sortear obstáculos.

### Entrega de comestibles

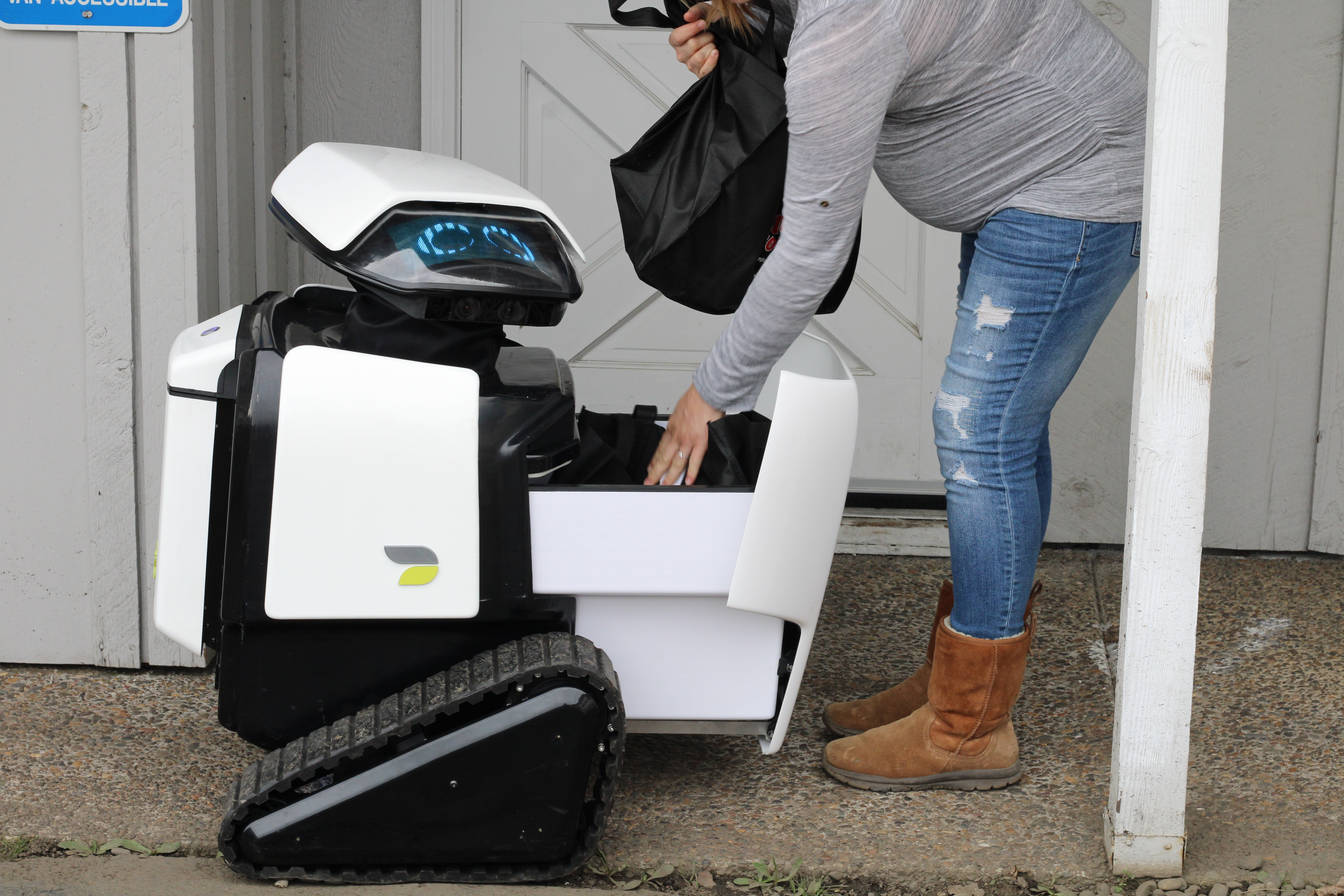
Daxbot entregando comestibles

En abril de 2018 Starship Technologies lanzó su servicio de entrega de comestibles en Milton Keynes, Inglaterra, en asociación con las cadenas de supermercados The Co-op y Tesco. En noviembre de 2020, según Starship Technologies, Milton Keynes tenía la "flota de robots autónomos más grande del mundo".
A principios de 2022 se inauguró Nourish + Bloom, la primera tienda de alimentación autónoma del mundo propiedad de afroamericanos. La nueva tienda procesa transacciones utilizando equipos de visión por ordenador junto con tecnología de voz y gestos basada en inteligencia artificial. Nourish + Bloom ofrece servicio de entrega utilizando vehículos robóticos suministrados por Daxbot. Esta startup, con sede en Philomath, Oregón, y que capta inversores a través de una campaña de micromecenazgo, ha desarrollado una unidad capaz de recorrer hasta 10 millas a 4 mph con un espacio de carga con temperatura controlada.

### Entrega de paquetes
En enero de 2019 Amazon lanzó un servicio experimental para entregar paquetes de pequeñas dimensiones a sus clientes de Amazon Prime utilizando robots de entrega llamados Amazon Scout. La prueba tuvo lugar inicialmente en la región de Seattle, expandiéndose posteriormente a Irvine (California), Atlanta y Franklin en Tennessee. En 2021, después de que se realizaron pruebas de robots de entrega de paquetes en 4 ciudades de EE. UU., Amazon creó un nuevo centro de desarrollo en Finlandia para seguir mejorando esta tecnología con la intención de que sus robots se desenvuelvan mejor en condiciones reales.

### Reparto hospitalario
Los robots de entrega pueden realizar varias tareas en entornos hospitalarios para reducir los costes operativos:
- El primer conjunto de tareas está relacionado con los alimentos, las muestras médicas y las entregas de medicamentos. Dotados de múltiples sensores, estos robots  son capaces de moverse por el interior de los hospitales. Están provistos de una señal electrónica que los capacita para emplear los ascensores y así poder trabajar en edificios de varios pisos. Por cuestiones de seguridad, algunos robots de entrega están equipados con un código y un escaneo biométrico de huellas dactilares para evitar el acceso no autorizado a sus contenidos. A 2019 había más de 150 hospitales en los Estados Unidos y en otros países dotados de robots de entrega.
- El segundo conjunto de tareas tiene que ver con el transporte de carros de ropa sucia y desechos médicos. Esto requiere robots de entrega de servicio pesado, ya que las cargas que deben desplazar pueden alcanzar varios cientos de libras (varios cientos de kilogramos).[9][10]

En Israel, el Centro Médico Sheba utiliza robots de entrega para transportar medicamentos de quimioterapia preparados por el departamento de farmacia directamente al servicio de enfermería para reducir el tiempo de espera.

### Servicio de habitaciones
A finales de 2014 una empresa emergente de robótica, Savioke, presentó un robot de servicio de habitaciones llamado Relay. Cuando el personal del hotel recibía un pedido de un huésped, colocaba los artículos dentro de Relay y el robot los entregaba en la habitación del huésped. En 2016 se desplegaron flotas de robots Relay en cinco cadenas hoteleras importantes. En agosto de 2017, el hotel M Social en Singapur presentó una línea robots de servicio de habitaciones llamados AURA para ayudar al personal en tareas como la entrega de agua embotellada y toallas.

## Empresas

### Robots de acera
Varias empresas utilizan con regularidad pequeños robots para realizar la entrega de último km de paquetes pequeños, como alimentos y comestibles, utilizando las áreas peatonales de la carretera y viajando a una velocidad del rango de un paso rápido a pie. Las empresas que los utilizan incluyen:

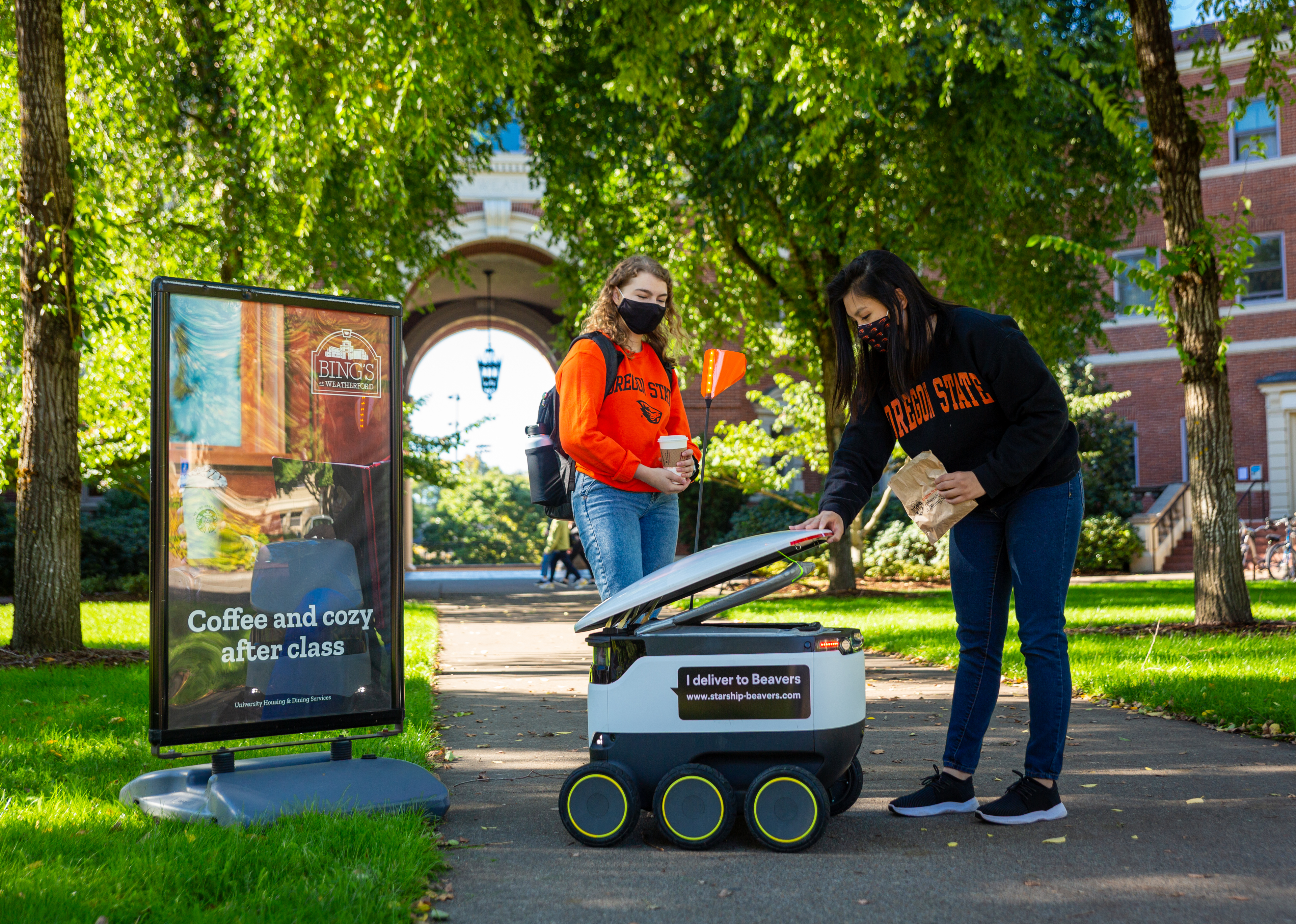
Un robot Sidewalk fabricado por Starship entregando comida a los estudiantes de la Universidad Estatal de Oregón

- Starship Technologies: para enero de 2021 había realizado más de un millón de entregas.[14]
- Amazon Scout

### Drones
- Zipline : vehículos aéreos no tripulados de ala fija que entregan medicamentos y suministros de sangre a través de lanzamientos en paracaídas; para junio de 2022 habían realizado 325.000 entregas.

### Grupo Hyundai Motor
El 13 de diciembre de 2022, Hyundai Motor Group desarrolló un robot de servicio de entrega basado en la electrificación y la tecnología de conducción autónoma. Cuenta con un módulo plug-and-drive capaz de optimizar las rutas de entrega de mercancías.

## Interacción humana
La autonomía de los robots de entrega hace que puedan interactuar con el público general sin la ayuda de un operador humano, tanto en caso de encuentros positivos como negativos. El fabricante de robots de reparto Starship Technologies ha informado que la gente patea a sus robots. Sin embargo, la gran mayoría de las interacciones humanas son positivas y muchas personas han antropomorfizado a los robots debido a su apariencia. Como consecuencia de esto se han documentado encuentros en los que las personas se preocupan por los robots, ayudándolos cuando están atascados, preocupándose por ellos en sus recorridos o elogiando o agradeciendo su servicio de entrega.